# Forces armées d'Abkhazie

Insigne des forces armées abkhazes (en russe)

Les forces armées d'Abkhazie, ou armée abkhaze, est l'armée de l'Abkhazie, république autonome sécessionniste de la Géorgie depuis 1992.

## Historique
Les forces armées abkhazes combattirent pour la première fois lors de la Guerre d'Abkhazie en 1992-1993 contre les forces géorgiennes, guerre qui vit l'indépendance de l'Abkhazie.
Depuis 2006, près de 200 soldats abkhazes sont engagés conjointement avec les troupes fédérales russes dans la lutte contre les indépendantistes tchétchènes, après une offensive en octobre 2001 dans la vallée de Kodori lancée par des combattants tchétchènes et des combattants géorgiens, ayant fait plus de 40 morts,,.
Durant la récente guerre d'Ossétie en 2008, des combats ont fait 1 mort côté abkhaze et 2 morts côté géorgien (voir bataille de la Vallée de Kodori). Depuis cette bataille, les tensions restent fortes des deux côtés, la Géorgie ayant imposé un blocus maritime à l'Abkhazie.

## Structure

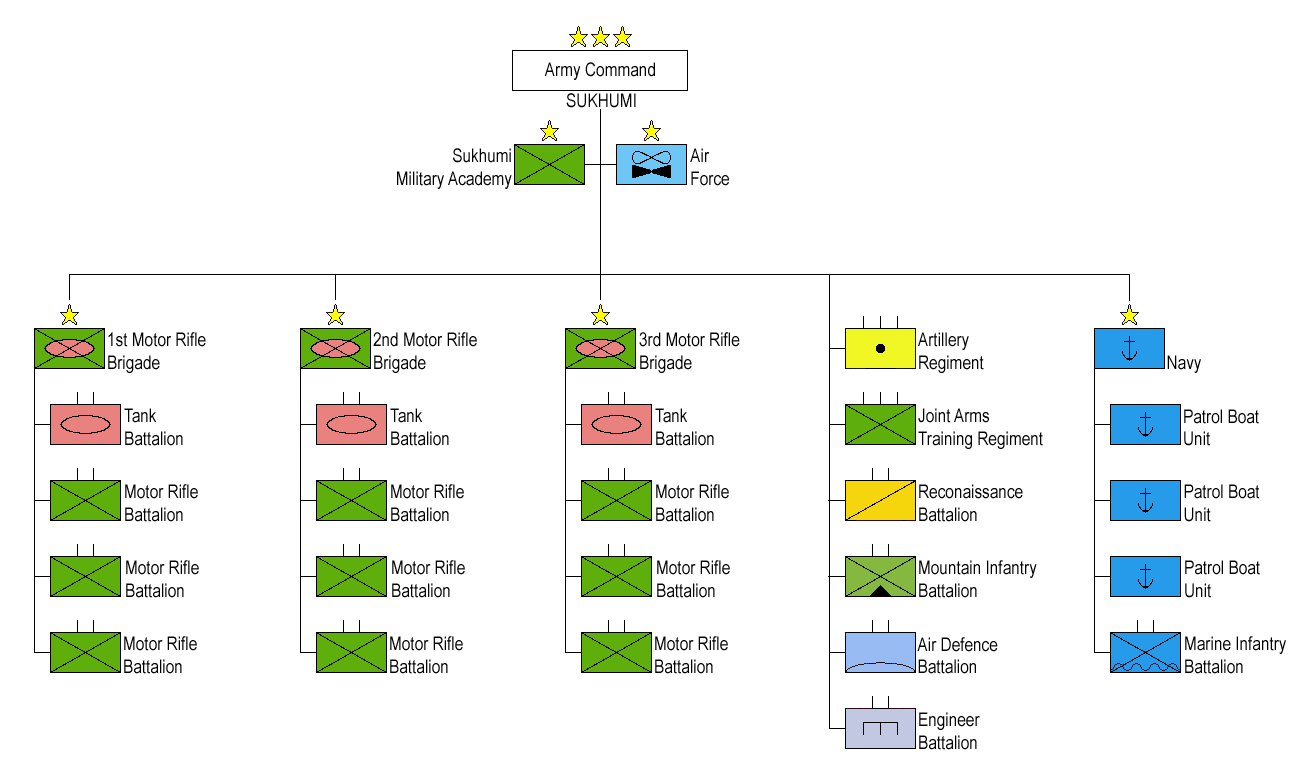
Structure des forces armées abkhazes.

### Armée de terre
L'armée de terre regroupe 2 500 soldats.
L'armement de base des soldats abkhazes est le classique et réputé AK-47, de nouvelles versions de l'AKM et quelques AS 'Val'. L'armée possède :
- 35 chars d'assaut - T-54, T-55, T-62 ;
- 80 transports de troupes et véhicule d'infanterie - BMP-1, BMP-2, BRDM-2, BTR-70 et BTR-60 ;
- 7 lance-roquettes multiples "BM-21 Grad" ;
- 80 pièces d'artillerie - D-30, D-44, C-60, T-12, KC-19 ;
- 42 mortier de 82 mm.

Le nombre exact de l'équipement reste invérifiable car aucune surveillance internationale approfondie n'a été effectuée en Abkhazie.

### Marine
La marine abkhaze, composée de 175 soldats, possède 4 patrouilleurs de classe Shmel (Project 1204); 657 (ex-AK-599), 658 (ex-AK-582) et 328 (ex-AK-248), dont un destiné pour les pièces de rechange (ex-AK-527),, ainsi qu'une vingtaine de bateaux civils et de pêche convertis en patrouilleurs armés de mitrailleuses et de canons automatiques de petit calibre.
La marine abkhaze se compose de deux divisions qui sont basées à Soukhoumi et Otchamtchire.

### Armée de l'air

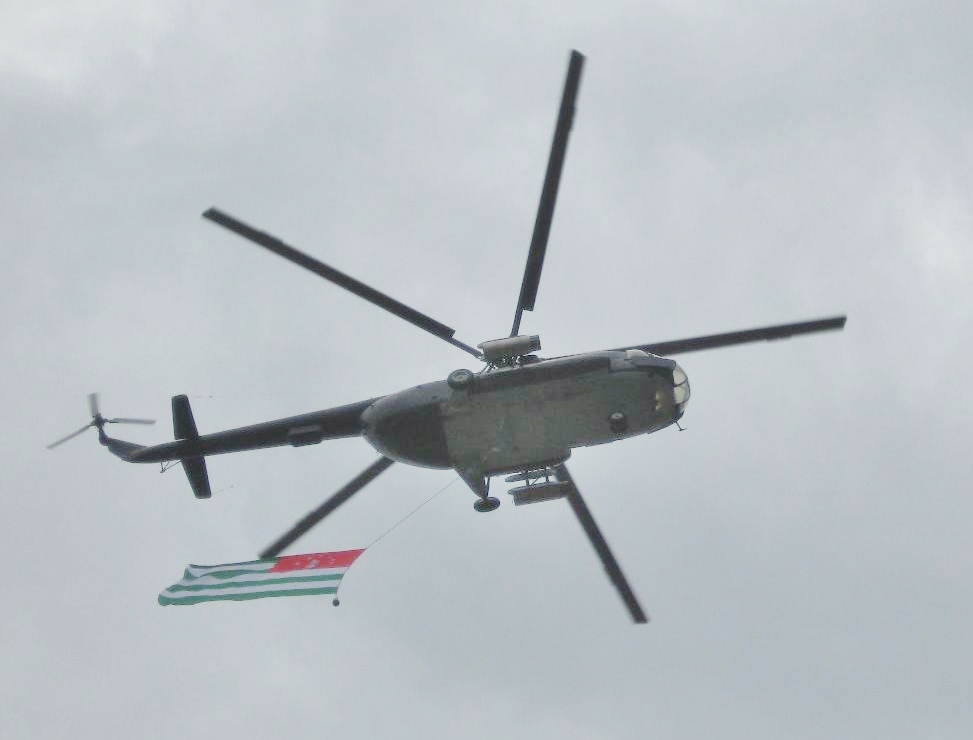
Mi-8 de l'armée de l'air abkhaze en 2008.

L'armée de l'air a un effectif de 250 soldats.
Flotte aérienne de l'armée abkhaze :
- 2 Su-25 (avion d'attaque) ;
- 1 MiG-21 (avion de combat) ;
- 1 Yak-52 (avion d'attaque) ;
- 3 L-39 (avion d'entrainement) ;
- 3 Mi-24 (hélicoptère d'attaque) ;
- 7 Mi-8 (hélicoptère)[7].

### Défense antiaérienne
La défense antiaérienne un effectif de 325 soldats et possède :
- 3 canons anti-aérien de 100 mm ;
- 3 canons anti-aérien de 57 mm ;
- 13 ZU-23-2 ;
- 35 lance-missiles sol-air SA-16 Gimlet ;
- 6 ZSU-23-4 ;

## Personnel
Le personnel des forces armées comprend au total environ 3 000 soldats sous les drapeaux.

## Budget
L'armée abkhaze est composée de l'armée de terre, de la marine, de l'armée de l'air et de la défense de l'air.
Le budget militaire pour l'année 2009 était de 350 000 000 roubles russes soit environ 12 millions $ US[réf. nécessaire]. Le budget militaire pour l'année 2010 sera d'environ 291 000 000 roubles russes soit environ 9,7 millions $ US[réf. nécessaire].
Les entrainements en 2010 seront limités à trois chargeurs de balles réelles par mois (un chargeur contient trente cartouches). Les entrainements avec les véhicules seront suspendus jusqu'à nouvel ordre et l'entretien sera réduit au minimum. Les exercices physiques, les exercices de technique au combat corps à corps et les exercices tactiques avec des balles à blanc continueront normalement.
Seul 215 soldats, principalement des soldats d'élite et des snipers, poursuivront leur entrainement normalement. Ces coupures sont dues à la présence russe sur le territoire abkhaze et le gouvernement qui veut investir davantage dans l'éducation et les services de santé[réf. souhaitée].
Le salaire des soldats abkhazes est passé de 45 000 à 57 500 roubles pour l'année 2010 soit environ 1 900 $ US[réf. nécessaire].
Selon les autorités de la République de l'Abkhazie, les forces armées abkhazes sont organisées selon le modèle suisse — en temps de paix, il y a 3 250 soldats à temps plein et en cas de guerre, 45 000 réservistes sont appelés. Ceux-ci sont autorisés à conserver leurs armes à la maison.